# Mengueme
Mengueme (oder: Mangueme) ist eine Gemeinde im Département Nyong-et-So’o in der Region Centre in Kamerun und besteht aus 16 Dörfern. Als Bildungsstandort ist die Gemeinde von überregionaler Bedeutung.

## Geografie
Mengueme liegt im Südwesten Kameruns, etwa 50 Kilometer südlich der Hauptstadt Yaoundé.

## Verkehr
Zwei der Dörfer von Mengueme liegen an der N2. Die Einmündung der Provinzialstraße P8 in die Nationalstraße N2 liegt auf dem Gemeindegebiet.

## Galerie

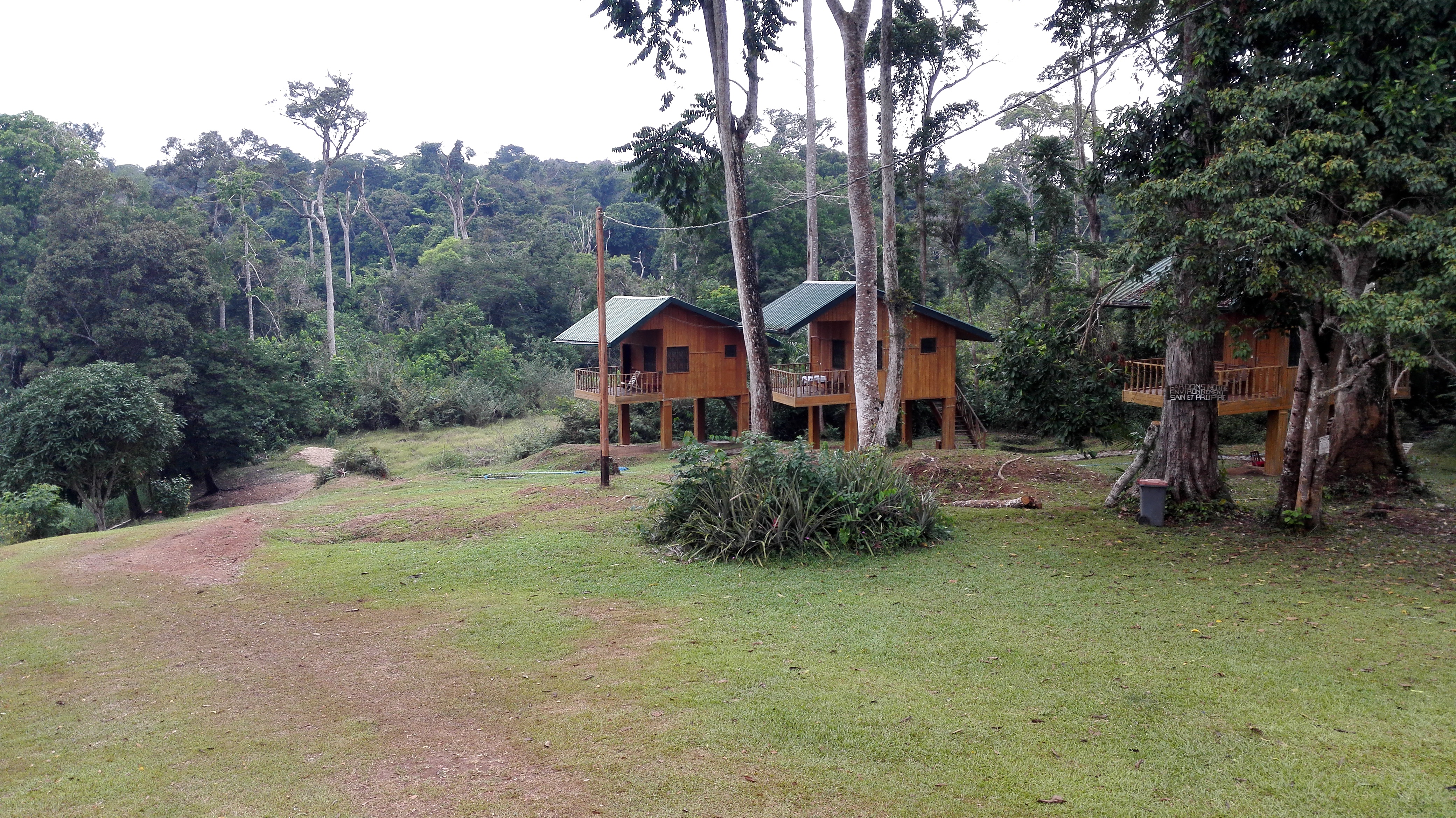
Bungalows in Ebogo
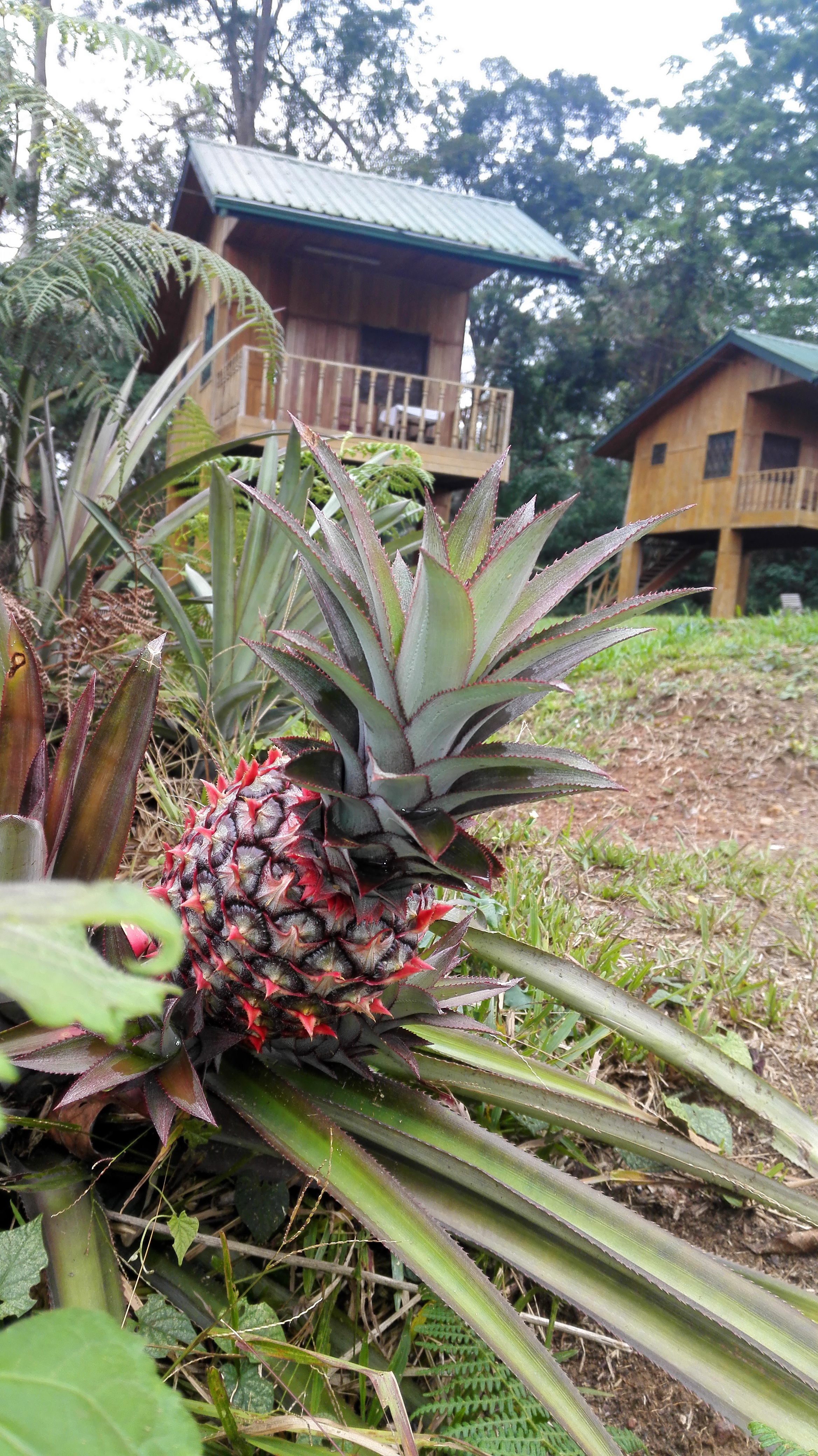
Bungalows
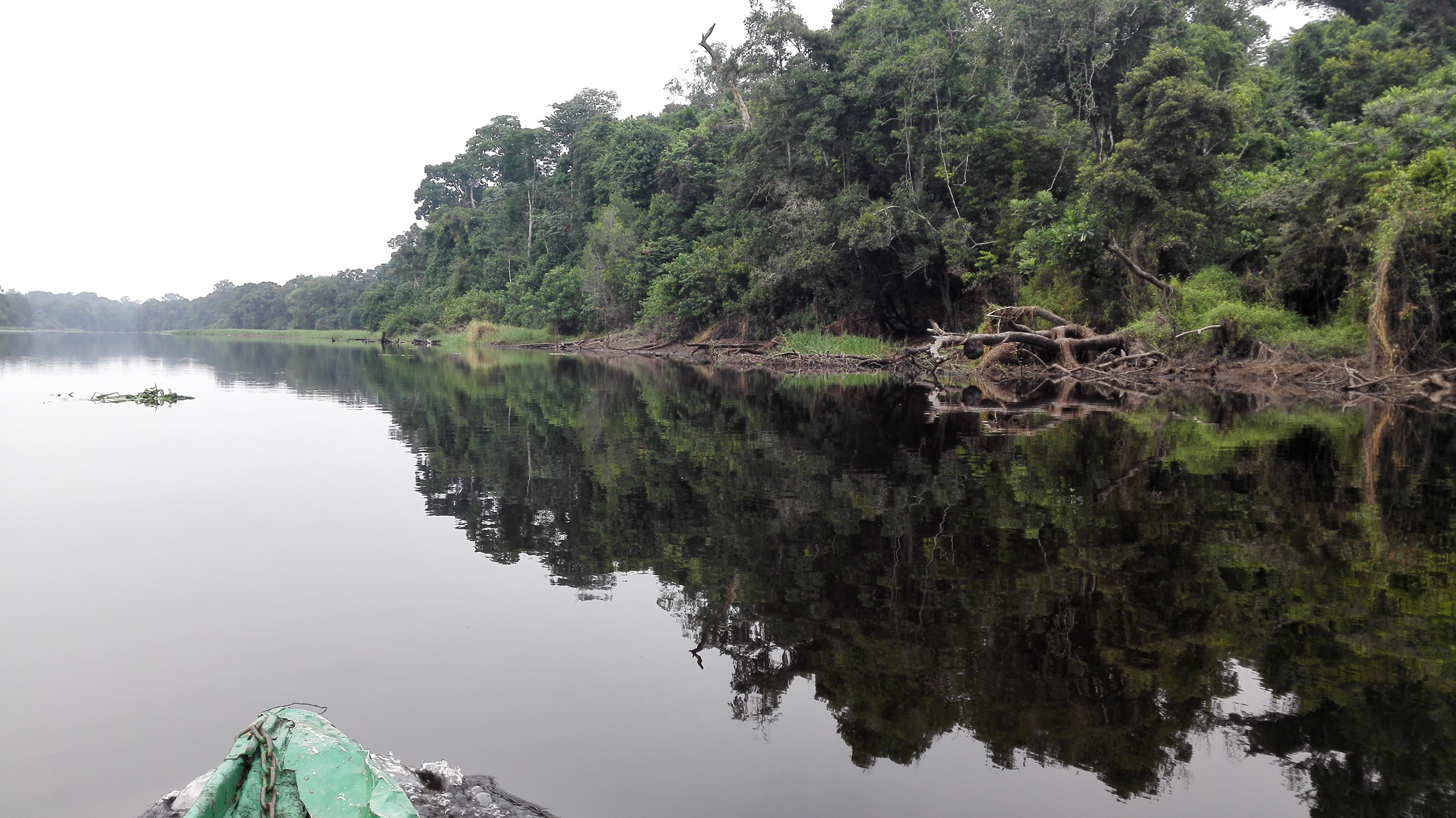
Fluss Nyong
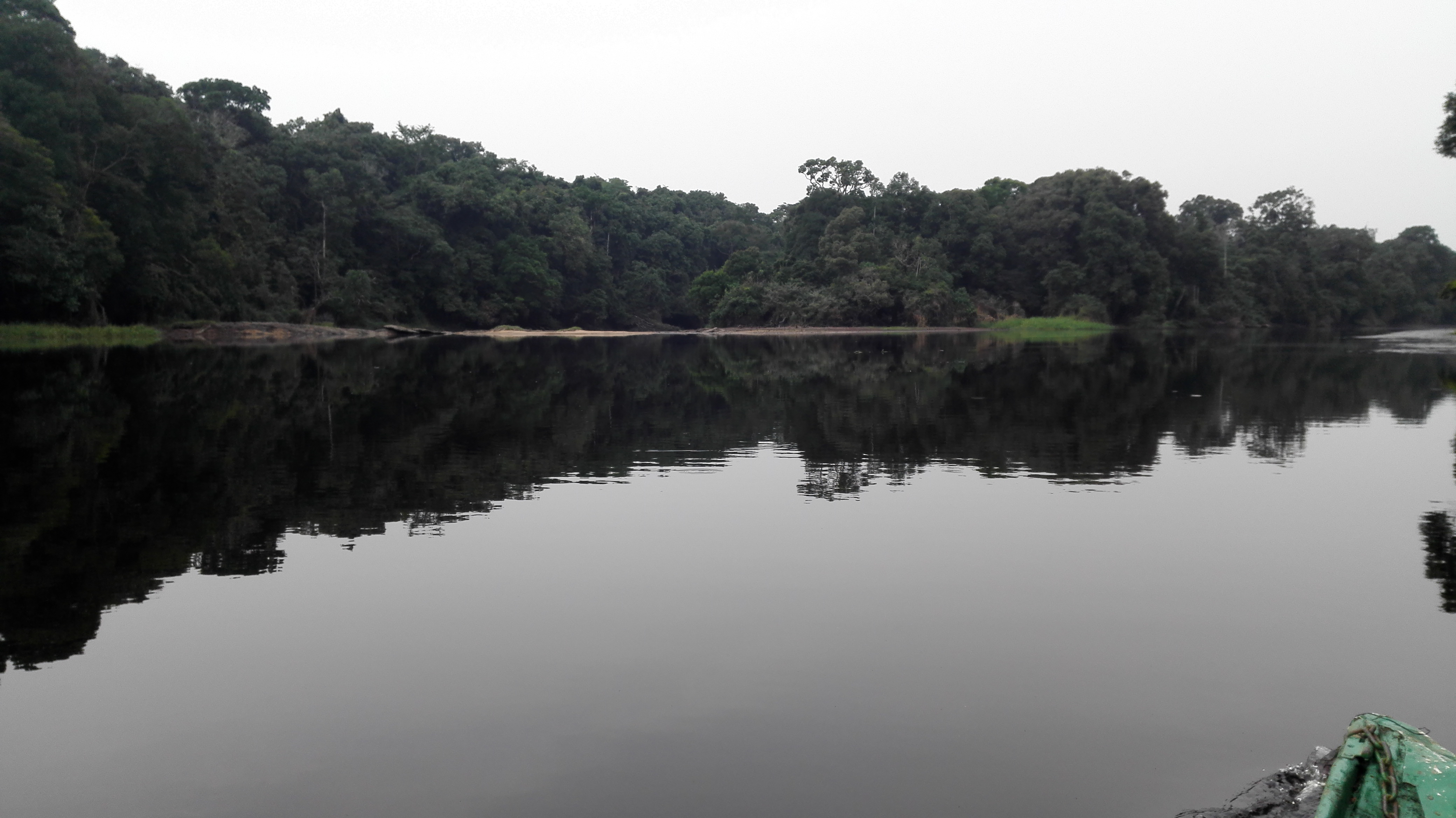
Fluss Nyong
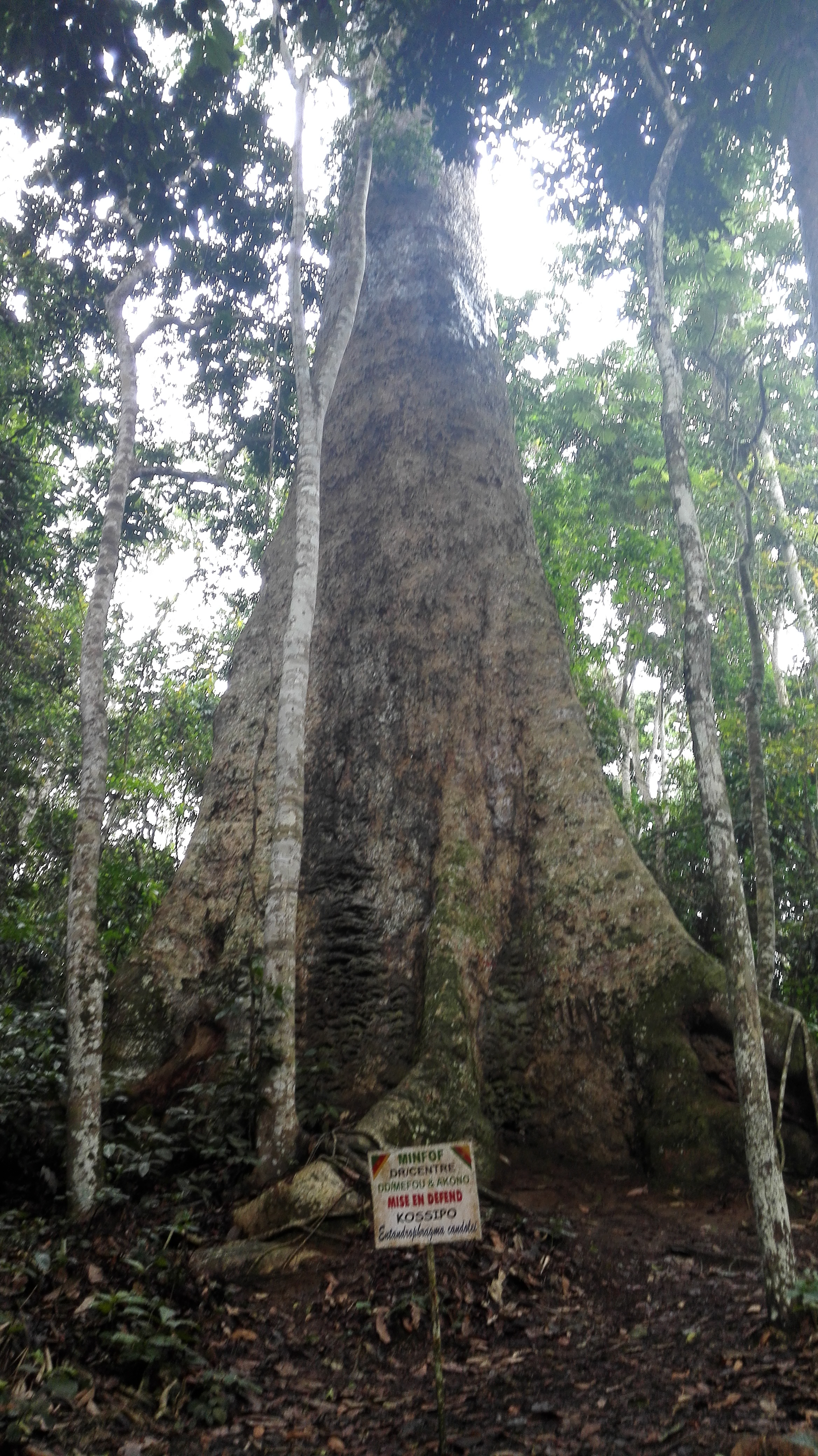
Kossipo tausendjähriger Baum, Ebogo